# 威尼斯鎮區 (伊利諾伊州麥迪遜縣)
威尼斯鎮區（英語：Venice Township）是位於美國伊利諾伊州麥迪遜縣的一個行政鎮區。

## 地方資料
根據2010年美國人口普查的數據，威尼斯鎮區的面積為37.00平方千米，當中陸地面積為28.00平方千米，而水域面積為9.00平方千米。當地共有人口5618人，而人口密度為每平方千米151.84人。